# مدرسة سانت جورج (كولونيا)
مدرسة سانت جورج كولونيا هي مدرسة دولية خاصة تقع في كولونيا، ألمانيا.

## الروابط الخارجية
1. ↑  Von Franz Solms-Laubach (12 مايو 2006). "Uniform: Gute Erfahrungen an Kölner Schule". دي فيلت. مؤرشف من الأصل في 2011-06-12. اطلع عليه بتاريخ 2010-04-20.

- الموقع الرسمي